# سایمون هسلوپ
سایمون هسلوپ (انگلیسی: Simon Heslop؛ زادهٔ ۱ مهٔ ۱۹۸۷) بازیکن فوتبال اهل بریتانیا است.
از باشگاه‌هایی که در آن بازی کرده‌است می‌توان به باشگاه فوتبال بارنزلی، باشگاه فوتبال نورتویچ ویکتوریا، باشگاه فوتبال کترینگ تاون، باشگاه فوتبال تورکی یونایتد، باشگاه فوتبال تاموورث، باشگاه فوتبال ایستلی، باشگاه فوتبال آکسفورد یونایتد، باشگاه فوتبال گریمزبی تاون، باشگاه فوتبال بوستون یونایتد، باشگاه فوتبال کیدرمینستر هاریرس، باشگاه فوتبال یورک سیتی، باشگاه فوتبال ورکسام، باشگاه فوتبال لوتون تاون، باشگاه فوتبال استیونج، و باشگاه فوتبال منزفیلد تاون اشاره کرد.